# Florian auf Geisterreise
Florian auf Geisterreise ist ein Jugendbuch aus dem Jahr 1980 und der zweite Teil der dreibändigen Florian-Reihe des Autors Oliver Hassencamp.
Erschienen ist das Buch im Franz Schneider Verlag.

## Handlung
Florian, dem von seiner Tante Thekla – einer Hellseherin – eine mediale Begabung attestiert wurde, verbringt seine Ferien in ihrer „Pension Schicksal“. Die Pension, in der vor allem Klienten zu Gast sind, die Theklas hellseherischen Fähigkeiten zu schätzen wissen, liegt im Grenzwald, 40 Kilometer von Florians Wohnort, Neustadt, entfernt.
Zu Gast ist auch Frau Treitschke-Zwiebenich, die hochnäsige Inhaberin des Damenfrisiersalon ,Annegret’. Sie behandelt Florian stets von oben herab und ist auch ansonsten aufgrund ihrer arroganten Art nicht besonders beliebt.
Florian erfährt, dass in der Nähe ein Film mit internationalen Stars gedreht werden soll. Er beschließt, Frau Treitschke-Zwiebenich einen Streich zu spielen. Er ruft in ihrem Salon an und behauptet ein Mitarbeiter der Film-Produktionsfirma zu sein. Am Waldweiher im Grenzwald würde ein Film gedreht und nun sei die Starfriseuse erkrankt. Frau Treitschke-Zwiebenich würde gebeten, für diese wichtige Aufgabe einzuspringen. Die Angestellte des Salons versprach, ihrer Chefin die Nachricht zukommen zu lassen: „Die Filmarbeit wird sie sich bestimmt nicht entgehen lassen wollen.“
Als Florian am nächsten Morgen vorgibt, einen Trainingslauf zum Waldweiher zu machen, fordert ihn die stark parfümierte Treitschke-Zwiebenich auf, ihr den Weg zu zeigen.

Vor Ort weiß natürlich niemand etwas von einem Anruf bei Frau Treitschke-Zwiebenich. Diese beharrt jedoch darauf, engagiert worden zu sein:

„Mir ist nur ausgerichtet worden, ich soll um sieben Uhr hier sein, für den Regisseur zwei neue Frisuren kreieren und zwanzig Perücken mitbringen. Ich bin Frau Treitschke-Zwiebenich. Mir gehört der erste Damensalon in Neustadt.“ 
Sie wird jedoch vom Regisseur mit den Worten „Sie halten uns auf, Frau Zwiebelfisch, bitte...“ abgewiesen.
Florian wird indes gefragt, ob er eine kleine Statistenrolle übernehmen möchte, was dem „Zwiebelfisch“ natürlich nicht gefällt.
Tante Thekla teilt Florian mit, dass aus seinem Dreh nichts wird. Der Regisseur wolle, dass Florian in einem Boot auf einen Steg zu rudert. Es werde ein Schuss fallen und die Person, die auf der Ruderbank sitzt, werde getroffen. Sitzt dort jedoch niemand, schlägt das Projektil in einen Baum ein. Das Schicksal habe Florian auserwählt, um den Regisseur darüber zu unterrichten.
Der Regisseur nimmt Florians Warnung ernst und lässt das Boot, als Probe getarnt,  ohne Besatzung an einem Seil über den Weiher ziehen. Als der Schuss tatsächlich fällt, nehmen Mitglieder der Film-Crew den Schützen fest. Nun kann Florian doch noch seine kleine Rolle spielen.
Der inzwischen eingetroffene Kommissar Oskar Kollo vernimmt die Anwesenden und nimmt sich dabei äußerst wichtig. Florian verplappert sich dabei und gibt sich als Neffen von Madame Thekla zu erkennen.
Da sich der Regisseur bei Madame Thekla für die Warnung bedanken möchte, schleust ihn Florian an August vorbei zu seiner Tante. Währenddessen begegnet Florian seinem Großvater, der bei Agathe ein üppiges Essen für eine Gesellschaft vorbestellen möchte. Es handle sich dabei um ein Klassentreffen, erklärt der Großvater. Eine vermögende, alte Dame – Mata Hari genannt – lasse es sich nicht nehmen, ein Luxusessen zu spendieren.
Am Tag des Klassentreffens erfährt Florian von seiner Tante, was sie hellgesehen hat: Der Neffe von „Mata Hari“ hat ein Testament für die reiche Dame aufgesetzt, welches ihn als Alleinerben benennt. Dieses Testament hat er dann zwischen andere Dokumente geschmuggelt und von seiner unwissenden Tante unterschreiben lassen. Nun plant er die Dame mit Hilfe eines Komplizen zu ermorden. Sie soll von einem zuvor angesägten Baum erschlagen werden.
Madame Thekla erklärt Florian, dass sie beide per Astralreise die Tat verhindern werden. Florian wird von seiner Tante in einen hypnoseähnlichen Zustand versetzt und sein Astralkörper trennt sich von seinem physischen Körper. Er lernt schnell, sich nur mittels Gedanken an jeden beliebigen Ort zu versetzen und durch den Einsatz von Telekinese ins Geschehen einzugreifen. So schlägt er einem der Täter nur per Gedankenkraft das Beil, mit dem der Baum vollends zu Fall gebracht werden soll, aus der Hand und lässt es auf dessen Fuß fallen. Damit der Täter nicht flieht,  „pflanzt“ ihm Florian ein, vor Schmerzen nicht mehr gehen zu können. Madame Thekla hat ihrerseits per Telekinese einen anderen Baum zu Fall gebracht, der das Fluchtmotorrad zerstört und zudem ein Bein von Mata Haris Neffen bricht. 
Während Madame Thekla wieder in ihren physischen Körper zurückkehrt, testet Florian seine neuen Fähigkeiten weiter aus. Er fliegt zum Mond, zur Sonne und wieder auf die Erde. Schließlich kommt ihm die Idee, „Frau Zwiebelfisch“ einen weiteren Streich zu spielen. Per Telekinese lässt er sie sich schminken: Die Wimpern, dick wie geschwollene Fliegenbeine, die Augenbrauen und Ohrläppchen mit Lippenstift und die Lippen schwarz. Zu guter Letzt schüttet sie sich noch eine Flasche Parfum über den Kopf.
Da Florian in seinem astralen Zustand kein Gefiel für Zeit hat, kommt er zu spät zurück in die Pension Schicksal. Inzwischen ist Kommissar Kollo eingetroffen und verhindert so, dass Madame Thekla Florian wieder in seinen Körper zurück führen kann. Kollo entdeckt Florians scheinbar leblosen Körper und verdächtigt Madame Thekla, einen Toten zu verstecken. Madame Thekla entgegnet ruhig, dass sich Florian in einem „Heilschlaf“ befindet. Schlussendlich hilft Thekla ihrem Neffen wieder in seinen Körper zurückzukehren. 
Später stellt sich heraus, dass Kollo nicht befördert wird, da er statt zum Tatort, zunächst zur Pension Schicksal gefahren ist und einer der Täter vorübergehend fliehen konnte.

## Hauptfiguren
- Florian ist Schüler in der Neustädter Franz-Joseph-Schule. Er ist begeisterter Sportler und spielt Trompete. Seine Tante Thekla erkennt seine mediale Begabung und führt ihn in die Welt des Übersinnlichen ein.
- Tante Thekla wohnt in der vierzig Kilometer von Neustadt entfernten „Pension Schicksal“ in der sie als Hellseherin auch ihre Klienten empfängt. Sie wird aufgrund ihrer hellseherischen Fähigkeiten von ihrer Verwandtschaft gemieden. Allgemein wird sie „Madame Thekla“ genannt.
- Agathe ist die 25-jährige Haushälterin und Köchin in der „Pension Schicksal“.
- August ist Hausmeister in der „Pension Schicksal“. Er vergibt die Termine an Madame Theklas Klienten und ist dem Alkohol sehr zugetan.
- Onkel Charlie ist der verstorbene Ehemann von Tante Thekla. Diese nimmt als „Medium“ zu ihm als im Jenseits weiter existierenden „Kontrollgeist“ regelmäßig Kontakt auf,
- Frau Treitschke-Zwiebenich ist die hochnäsige Inhaberin des Damenfrisiersalon ,Annegret’.
- Fridolin ist ein junger Polizist und Agathes Verehrer.
- Oskar Kollo ist Polizei-Kommissar, Fridolins Vorgesetzter und ein Freund von August. Er will vor seiner Pensionierung unbedingt befördert werden.

## Chronologie
Band 1: Florian der Geisterseher (1979) - ISBN 978-3-505-07948-1
Band 2: Florian auf Geisterreise (1980) - ISBN 978-3-505-08047-0
Band 3: Florian und das Geisterhaus (1981) - ISBN 	978-3-505-08121-7